# Gran Premio de Italia
El Gran Premio de Italia es una carrera de automovilismo de velocidad disputada con monoplazas en Italia. Es una de las carreras de Gran Premio más antiguas, con su primera edición disputada en el año 1921. El Gran Premio de Italia forma parte de la Fórmula 1 desde su inicio en 1950 siendo la tercera pista de carrera permanente en la existencia de la Fórmula 1 y, junto con el Gran Premio de Gran Bretaña, son los únicos que han estado en el calendario todos los años.
Todas salvo cinco ediciones del Gran Premio de Italia se han corrido en Monza, un autódromo construido en 1922 específicamente para albergar la carrera. En la carrera de 1923, participó Harry A. Miller con su automóvil "American Miller 122" manejado por el conde Louis Zborowski, hecho famoso en la película Chitty Chitty Bang Bang.
El circuito original consistía en un óvalo de 4,5 km y un circuito mixto de alta velocidad de 5,5 km, que compartían la recta principal y se utilizaban combinados mediante un puente. En 1962, la Fórmula 1 dejó de utilizar la sección oval y pasó a disputar el Gran Premio de Italia en el circuito mixto de 5,8 km, al que se le fueron agregando chicanas. No obstante, el trazado continuó siendo de los más rápidos del calendario de Fórmula 1; el británico Lewis Hamilton ostenta el récord de vuelta con un tiempo de 1:18.887 realizado en el Gran Premio de Italia de 2020.

## Galería

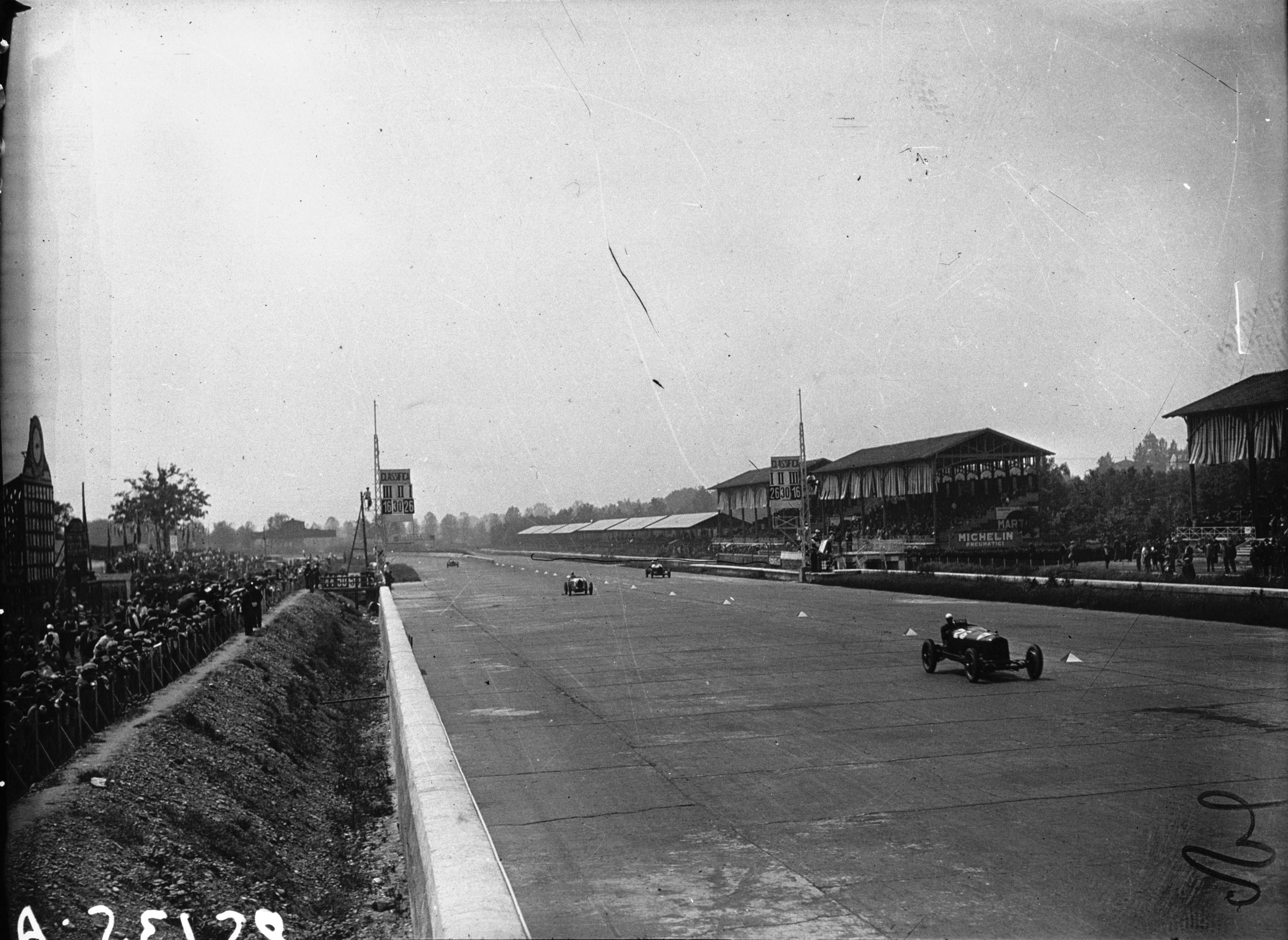
Recta principal de Monza durante el Gran Premio de Italia de 1931. las marcas blancas indican la separación entre ambos carriles del circuito combinado.
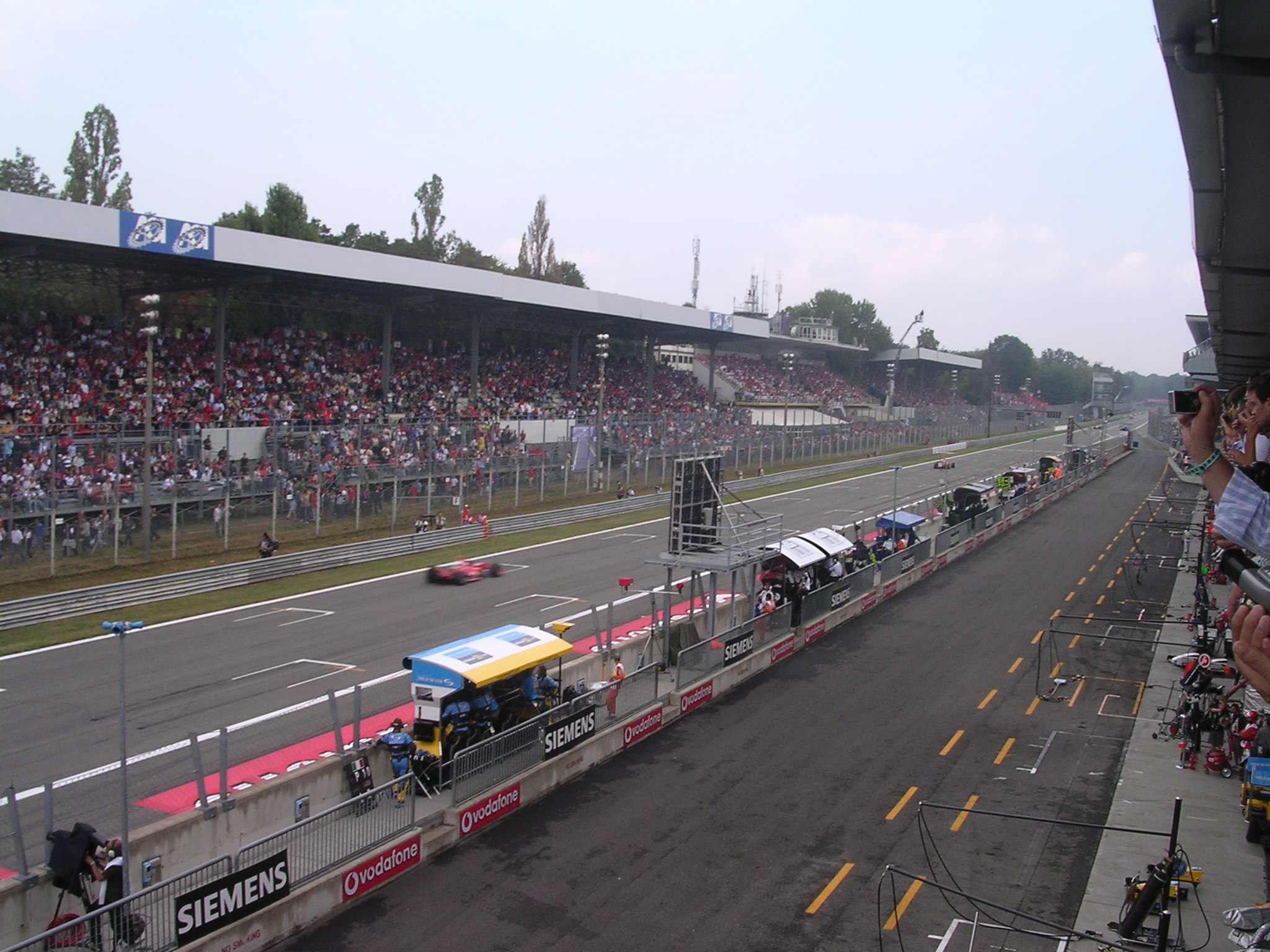
Recta principal de Monza durante el Gran Premio de Italia de 2004
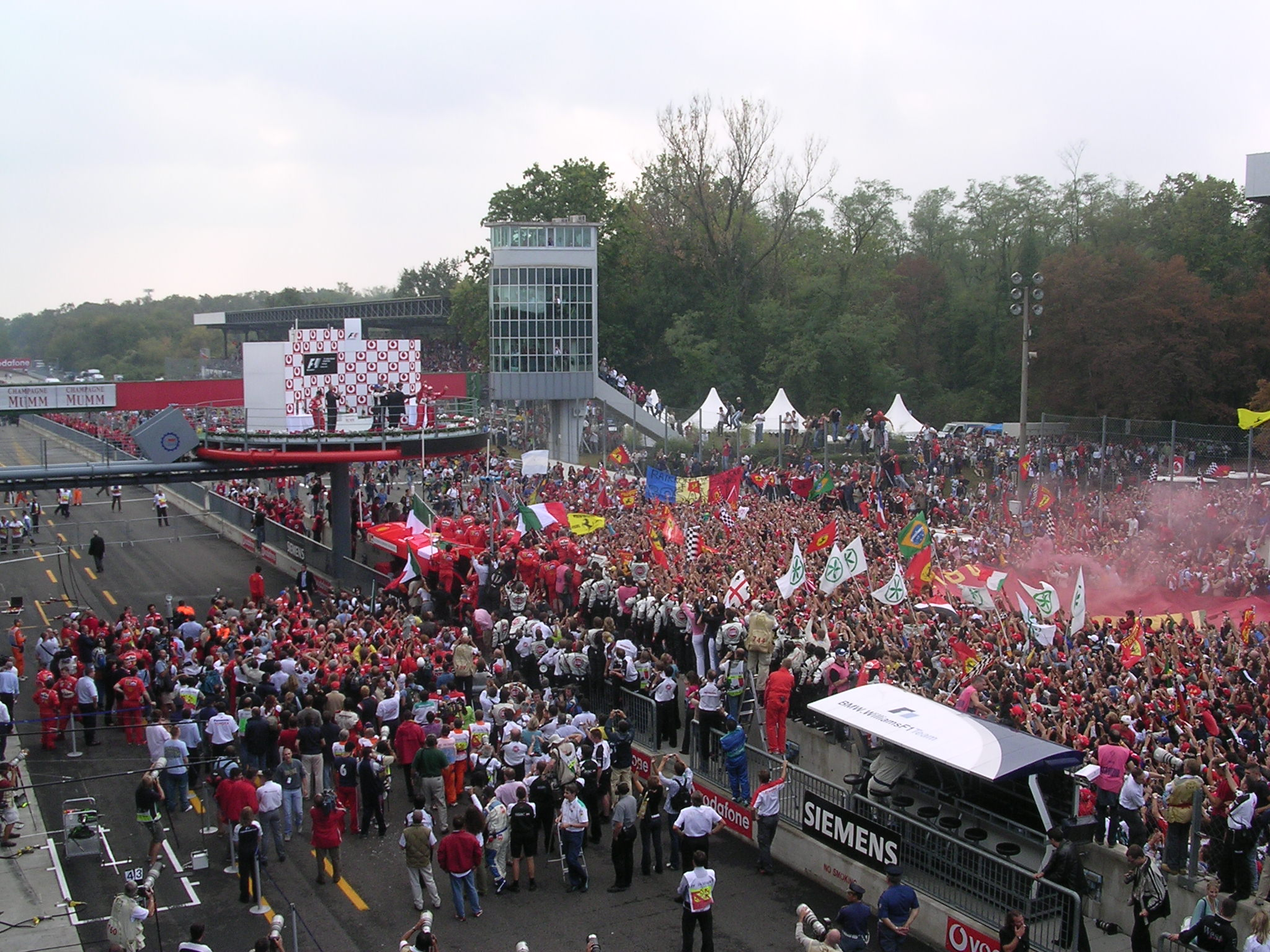
Festejos tras el Gran Premio de Italia de 2004.
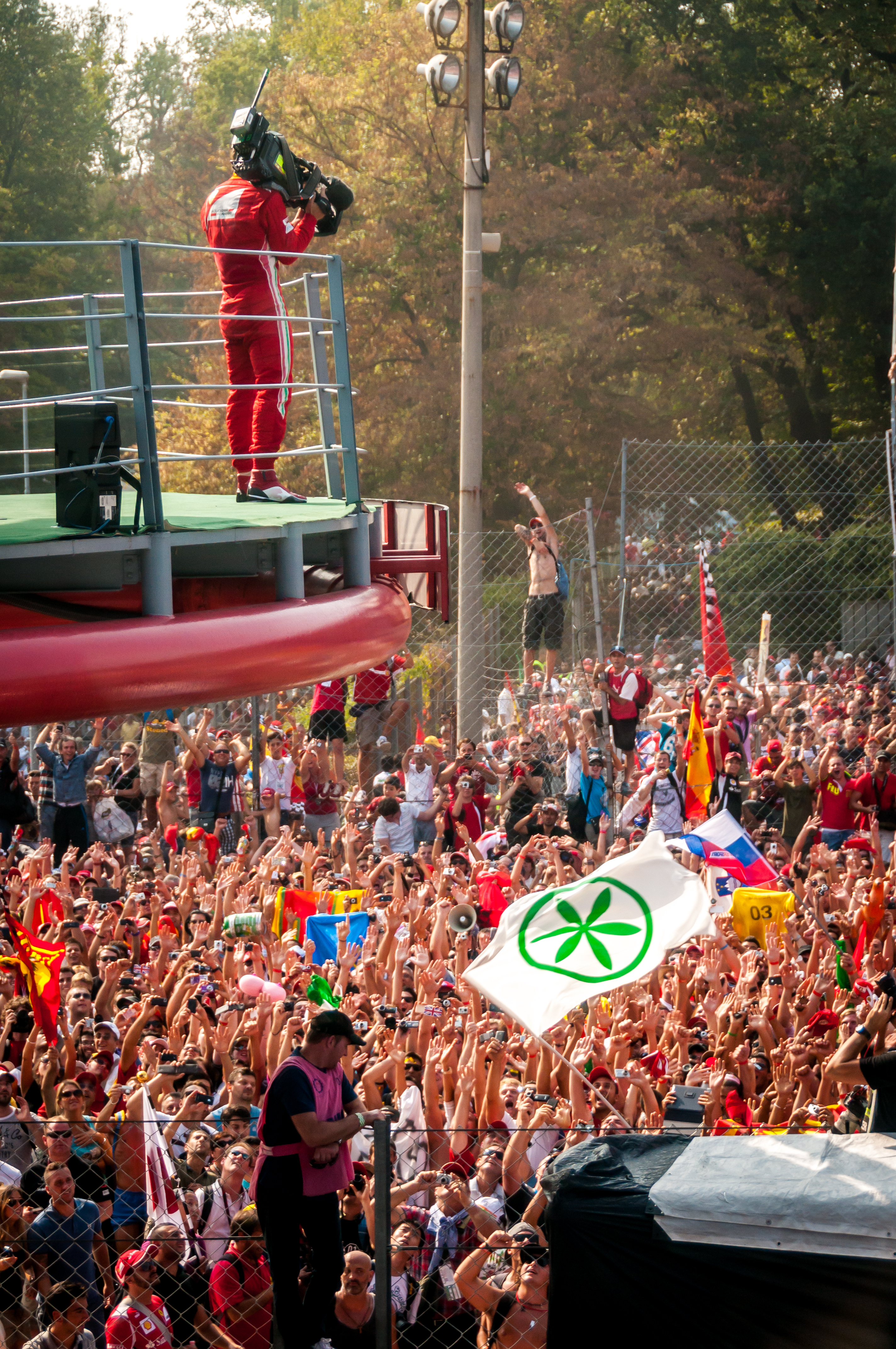
Festejos tras el Gran Premio de Italia de 2012.

## Ganadores

### Fórmula 1
El piloto que más victorias logró en el Gran Premio de Italia ha sido Michael Schumacher, quien venció cinco veces pilotando un monoplaza de la escudería italiana Ferrari, posteriormente sería igualado por Lewis Hamilton pilotando un monoplaza de la escudería alemana Mercedes. Nelson Piquet logró cuatro victorias y ocho pilotos vencieron en tres oportunidades, entre ellos los italianos Tazio Nuvolari y Alberto Ascari.
El último piloto italiano en triunfar en la competencia fue Ludovico Scarfiotti en 1966. No obstante, Ferrari venció en 20 ediciones, superando largamente las 11 del equipo británico McLaren.
Las ediciones que no forman parte del Campeonato Mundial de Fórmula 1 están marcadas con fondo color rosado.
| Año        | Piloto                              | Constructor         | Circuito       | Resultados     |
| ---------- | ----------------------------------- | ------------------- | -------------- | -------------- |
| 1921       | Jules Goux                          | Ballot              | Brescia        | Resultados     |
| 1922       | Pietro Bordino                      | Fiat                | Monza          | Resultados     |
| 1923       | Carlo Salamano                      | Fiat                | Monza          | Resultados     |
| 1924       | Antonio Ascari                      | Alfa Romeo          | Monza          | Resultados     |
| 1925       | Gastone Brilli-Peri                 | Alfa Romeo          | Monza          | Resultados     |
| 1926       | Louis Charavel                      | Bugatti             | Monza          | Resultados     |
| 1927       | Robert Benoist                      | Delage              | Monza          | Resultados     |
| 1928       | Louis Chiron                        | Bugatti             | Monza          | Resultados     |
| 1929- 1930 | No se disputó.                      | No se disputó.      | No se disputó. | No se disputó. |
| 1931       | Giuseppe Campari Tazio Nuvolari     | Alfa Romeo          | Monza          | Resultados     |
| 1932       | Tazio Nuvolari (2)                  | Alfa Romeo          | Monza          | Resultados     |
| 1933       | Luigi Fagioli                       | Alfa Romeo          | Monza          | Resultados     |
| 1934       | Rudolf Caracciola Luigi Fagioli (2) | Mercedes-Benz       | Monza          | Resultados     |
| 1935       | Hans Stuck                          | Auto Union          | Monza          | Resultados     |
| 1936       | Bernd Rosemeyer                     | Auto Union          | Monza          | Resultados     |
| 1937       | Rudolf Caracciola (2)               | Mercedes-Benz       | Livorno        | Resultados     |
| 1938       | Tazio Nuvolari (3)                  | Auto Union          | Monza          | Resultados     |
| 1939- 1946 | No se disputó.                      | No se disputó.      | No se disputó. | No se disputó. |
| 1947       | Carlo Felice Trossi                 | Alfa Romeo          | Milán          | Resultados     |
| 1948       | Jean-Pierre Wimille                 | Alfa Romeo          | Valentino Park | Resultados     |
| 1949       | Alberto Ascari                      | Ferrari             | Monza          | Resultados     |
| 1950       | Giuseppe Farina                     | Alfa Romeo          | Monza          | Resultados     |
| 1951       | Alberto Ascari (2)                  | Ferrari             | Monza          | Resultados     |
| 1952       | Alberto Ascari (3)                  | Ferrari             | Monza          | Resultados     |
| 1953       | Juan Manuel Fangio                  | Maserati            | Monza          | Resultados     |
| 1954       | Juan Manuel Fangio (2)              | Mercedes            | Monza          | Resultados     |
| 1955       | Juan Manuel Fangio (3)              | Mercedes            | Monza          | Resultados     |
| 1956       | Stirling Moss                       | Maserati            | Monza          | Resultados     |
| 1957       | Stirling Moss (2)                   | Vanwall             | Monza          | Resultados     |
| 1958       | Tony Brooks                         | Vanwall             | Monza          | Resultados     |
| 1959       | Stirling Moss (3)                   | Cooper              | Monza          | Resultados     |
| 1960       | Phil Hill                           | Ferrari             | Monza          | Resultados     |
| 1961       | Phil Hill (2)                       | Ferrari             | Monza          | Resultados     |
| 1962       | Graham Hill                         | BRM                 | Monza          | Resultados     |
| 1963       | Jim Clark                           | Lotus               | Monza          | Resultados     |
| 1964       | John Surtees                        | Ferrari             | Monza          | Resultados     |
| 1965       | Jackie Stewart                      | BRM                 | Monza          | Resultados     |
| 1966       | Ludovico Scarfiotti                 | Ferrari             | Monza          | Resultados     |
| 1967       | John Surtees (2)                    | Honda               | Monza          | Resultados     |
| 1968       | Denny Hulme                         | McLaren-Cosworth    | Monza          | Resultados     |
| 1969       | Jackie Stewart (2)                  | Matra-Cosworth      | Monza          | Resultados     |
| 1970       | Clay Regazzoni                      | Ferrari             | Monza          | Resultados     |
| 1971       | Peter Gethin                        | BRM                 | Monza          | Resultados     |
| 1972       | Emerson Fittipaldi                  | Lotus-Cosworth      | Monza          | Resultados     |
| 1973       | Ronnie Peterson                     | Lotus-Cosworth      | Monza          | Resultados     |
| 1974       | Ronnie Peterson (2)                 | Lotus-Cosworth      | Monza          | Resultados     |
| 1975       | Clay Regazzoni (2)                  | Ferrari             | Monza          | Resultados     |
| 1976       | Ronnie Peterson (3)                 | March-Cosworth      | Monza          | Resultados     |
| 1977       | Mario Andretti                      | Lotus-Cosworth      | Monza          | Resultados     |
| 1978       | Niki Lauda                          | Brabham-Alfa Romeo  | Monza          | Resultados     |
| 1979       | Jody Scheckter                      | Ferrari             | Monza          | Resultados     |
| 1980       | Nelson Piquet                       | Brabham-Cosworth    | Imola          | Resultados     |
| 1981       | Alain Prost                         | Renault             | Monza          | Resultados     |
| 1982       | René Arnoux                         | Renault             | Monza          | Resultados     |
| 1983       | Nelson Piquet (2)                   | Brabham-BMW         | Monza          | Resultados     |
| 1984       | Niki Lauda (2)                      | McLaren-TAG         | Monza          | Resultados     |
| 1985       | Alain Prost (2)                     | McLaren-TAG         | Monza          | Resultados     |
| 1986       | Nelson Piquet (3)                   | Williams-Honda      | Monza          | Resultados     |
| 1987       | Nelson Piquet (4)                   | Williams-Honda      | Monza          | Resultados     |
| 1988       | Gerhard Berger                      | Ferrari             | Monza          | Resultados     |
| 1989       | Alain Prost (3)                     | McLaren-Honda       | Monza          | Resultados     |
| 1990       | Ayrton Senna                        | McLaren-Honda       | Monza          | Resultados     |
| 1991       | Nigel Mansell                       | Williams-Renault    | Monza          | Resultados     |
| 1992       | Ayrton Senna (2)                    | McLaren-Honda       | Monza          | Resultados     |
| 1993       | Damon Hill                          | Williams-Renault    | Monza          | Resultados     |
| 1994       | Damon Hill (2)                      | Williams-Renault    | Monza          | Resultados     |
| 1995       | Johnny Herbert                      | Benetton-Renault    | Monza          | Resultados     |
| 1996       | Michael Schumacher                  | Ferrari             | Monza          | Resultados     |
| 1997       | David Coulthard                     | McLaren-Mercedes    | Monza          | Resultados     |
| 1998       | Michael Schumacher (2)              | Ferrari             | Monza          | Resultados     |
| 1999       | Heinz-Harald Frentzen               | Jordan-Mugen-Honda  | Monza          | Resultados     |
| 2000       | Michael Schumacher (3)              | Ferrari             | Monza          | Resultados     |
| 2001       | Juan Pablo Montoya                  | Williams-BMW        | Monza          | Resultados     |
| 2002       | Rubens Barrichello                  | Ferrari             | Monza          | Resultados     |
| 2003       | Michael Schumacher (4)              | Ferrari             | Monza          | Resultados     |
| 2004       | Rubens Barrichello (2)              | Ferrari             | Monza          | Resultados     |
| 2005       | Juan Pablo Montoya (2)              | McLaren-Mercedes    | Monza          | Resultados     |
| 2006       | Michael Schumacher (5)              | Ferrari             | Monza          | Resultados     |
| 2007       | Fernando Alonso                     | McLaren-Mercedes    | Monza          | Resultados     |
| 2008       | Sebastian Vettel                    | Toro Rosso-Ferrari  | Monza          | Resultados     |
| 2009       | Rubens Barrichello (3)              | Brawn-Mercedes      | Monza          | Resultados     |
| 2010       | Fernando Alonso (2)                 | Ferrari             | Monza          | Resultados     |
| 2011       | Sebastian Vettel (2)                | Red Bull-Renault    | Monza          | Resultados     |
| 2012       | Lewis Hamilton                      | McLaren-Mercedes    | Monza          | Resultados     |
| 2013       | Sebastian Vettel (3)                | Red Bull-Renault    | Monza          | Resultados     |
| 2014       | Lewis Hamilton (2)                  | Mercedes            | Monza          | Resultados     |
| 2015       | Lewis Hamilton (3)                  | Mercedes            | Monza          | Resultados     |
| 2016       | Nico Rosberg                        | Mercedes            | Monza          | Resultados     |
| 2017       | Lewis Hamilton (4)                  | Mercedes            | Monza          | Resultados     |
| 2018       | Lewis Hamilton (5)                  | Mercedes            | Monza          | Resultados     |
| 2019       | Charles Leclerc                     | Ferrari             | Monza          | Resultados     |
| 2020       | Pierre Gasly                        | AlphaTauri-Honda    | Monza          | Resultados     |
| 2021       | Daniel Ricciardo                    | McLaren-Mercedes    | Monza          | Resultados     |
| 2022       | Max Verstappen                      | Red Bull-RBPT       | Monza          | Resultados     |
| 2023       | Max Verstappen (2)                  | Red Bull-Honda RBPT | Monza          | Resultados     |
| 2024       | Charles Leclerc (2)                 | Ferrari             | Monza          | Resultados     |
| Fuente:    |                                     |                     |                |                |

## Estadísticas
Fuente:

### Pilotos con más victorias
| Victorias | Piloto                | Años                         |
| --------- | --------------------- | ---------------------------- |
| 5         | Michael Schumacher    | 1996, 1998, 2000, 2003, 2006 |
| 5         | Lewis Hamilton        | 2012, 2014, 2015, 2017, 2018 |
| 4         | Nelson Piquet         | 1980, 1983, 1986, 1987       |
| 3         | Juan Manuel Fangio    | 1953, 1954, 1955             |
| 3         | Stirling Moss         | 1956, 1957, 1959             |
| 3         | Ronnie Peterson       | 1973, 1974, 1976             |
| 3         | Alain Prost           | 1981, 1985, 1989             |
| 3         | Rubens Barrichello    | 2002, 2004, 2009             |
| 3         | Sebastian Vettel      | 2008, 2011, 2013             |
| 2         | Alberto Ascari        | 1951, 1952                   |
| 2         | Phil Hill             | 1960, 1961                   |
| 2         | John Surtees          | 1964, 1967                   |
| 2         | Jackie Stewart        | 1965, 1969                   |
| 2         | Clay Regazzoni        | 1970, 1975                   |
| 2         | Niki Lauda            | 1978, 1984                   |
| 2         | Ayrton Senna          | 1990, 1992                   |
| 2         | Damon Hill            | 1993, 1994                   |
| 2         | Juan Pablo Montoya    | 2001, 2005                   |
| 2         | Fernando Alonso       | 2007, 2010                   |
| 2         | Max Verstappen        | 2022, 2023                   |
| 2         | Charles Leclerc       | 2019, 2024                   |
| 1         | Giuseppe Farina       | 1950                         |
| 1         | Tony Brooks           | 1958                         |
| 1         | Graham Hill           | 1962                         |
| 1         | Jim Clark             | 1963                         |
| 1         | Ludovico Scarfiotti   | 1966                         |
| 1         | Denny Hulme           | 1968                         |
| 1         | Peter Gethin          | 1971                         |
| 1         | Emerson Fittipaldi    | 1972                         |
| 1         | Mario Andretti        | 1977                         |
| 1         | Jody Scheckter        | 1979                         |
| 1         | René Arnoux           | 1982                         |
| 1         | Gerhard Berger        | 1988                         |
| 1         | Nigel Mansell         | 1991                         |
| 1         | Johnny Herbert        | 1995                         |
| 1         | David Coulthard       | 1997                         |
| 1         | Heinz-Harald Frentzen | 1999                         |
| 1         | Nico Rosberg          | 2016                         |
| 1         | Pierre Gasly          | 2020                         |
| 1         | Daniel Ricciardo      | 2021                         |

### Constructores con más victorias
| Victorias | Constructor | Años |
| --------- | ----------- | --- |
| 20        | Ferrari     | 1951, 1952, 1960, 1961, 1964, 1966, 1970, 1975, 1979, 1988, 1996, 1998, 2000, 2002, 2003, 2004, 2006, 2010, 2019, 2024 |
| 11        | McLaren     | 1968, 1984, 1985, 1989, 1990, 1992, 1997, 2005, 2007, 2012, 2021                                                       |
| 7         | Mercedes    | 1954, 1955, 2014, 2015, 2016, 2017, 2018                                                                               |
| 6         | Williams    | 1986, 1987, 1991, 1993, 1994, 2001                                                                                     |
| 5         | Lotus       | 1963, 1972, 1973, 1974, 1977                                                                                           |
| 4         | Red Bull    | 2011, 2013, 2022, 2023                                                                                                 |
| 3         | BRM         | 1962, 1965, 1971 |
| 3         | Brabham     | 1978, 1980, 1983 |
| 2         | Maserati    | 1953, 1956 |
| 2         | Vanwall     | 1957, 1958 |
| 2         | Renault     | 1981, 1982 |
| 1         | Alfa Romeo  | 1950 |
| 1         | Cooper      | 1959 |
| 1         | Honda       | 1967 |
| 1         | Matra       | 1969 |
| 1         | March       | 1976 |
| 1         | Benetton    | 1995 |
| 1         | Jordan      | 1999 |
| 1         | Toro Rosso  | 2008 |
| 1         | Brawn       | 2009 |
| 1         | AlphaTauri  | 2020 |

### Motores con más victorias
| Victorias | Motor      | Años |
| --------- | ---------- | --- |
| 21        | Ferrari    | 1951, 1952, 1960, 1961, 1964, 1966, 1970, 1975, 1979, 1988, 1996, 1998, 2000, 2002, 2003, 2004, 2006, 2008, 2010, 2019, 2024 |
| 13        | Mercedes   | 1954, 1955, 1997, 2005, 2007, 2009, 2012, 2014, 2015, 2016, 2017, 2018, 2021                                                 |
| 8         | Ford       | 1968, 1969, 1972, 1973, 1974, 1976, 1977, 1980                                                                               |
| 8         | Renault    | 1981, 1982, 1991, 1993, 1994, 1995, 2011, 2013                                                                               |
| 7         | Honda      | 1967, 1986, 1987, 1989, 1990, 1992, 2020                                                                                     |
| 3         | BRM        | 1962, 1965, 1971 |
| 2         | Alfa Romeo | 1950, 1978 |
| 2         | Maserati   | 1953, 1956 |
| 2         | Vanwall    | 1957, 1958 |
| 2         | Climax     | 1959, 1963, |
| 2         | BMW        | 1983, 2001 |
| 2         | TAG        | 1984, 1985 |
| 1         | Mugen      | 1999 |
| 1         | RBPT       | 2022 |
| 1         | Honda RBPT | 2023 |